# ブラピの「ヘイト・クラブ」
「ブラピの「ヘイト・クラブ」」（"The One with the Rumor"）は、アメリカ合衆国のテレビ・シチュエーション・コメディ『フレンズ』の第8シーズン第9話であり、2001年11月22日にNBCより放送された。シリーズでは毎年恒例となっている感謝祭をテーマとしたエピソードである。主要キャストの1人であるジェニファー・アニストンの当時の夫であるブラッド・ピットがウィル・カルバート役でゲスト出演しており、彼とロス（デヴィッド・シュワイマー）が高校時代にレイチェル（アニストン）が雌雄同体であるという噂を流していたことが明かされる。
監督はゲイリー・ハルヴォーソンが務め、シャナ・ゴールドバーグ＝ミーハンが脚本を執筆した。このエピソードはプライムタイム・エミー賞で3部門にノミネートされた一方、アメリカ国内のインターセックス関係団体から「侮辱的」であると抗議を受けた。ピットは後に、当時公開予定であった映画『スパイ・ゲーム』のプロモーションの一環での出演であることを認めた。

## プロット
モニカ（コートニー・コックス）は残飯が多く出るので感謝祭では七面鳥を調理しないと言う。ジョーイ（マット・ルブランク）は反対し、七面鳥を全て食べきると宣言する。モニカは19ポンドの七面鳥を焼き、ジョーイはエピソード終了までにそれを完食する。モニカは高校時代のロスの友人であるウィル・カルバート（ブラッド・ピット）が夕食に参加することを明かす。レイチェルはウィルのことを覚えておらず、また高校時代に彼女にいじめられていた彼は夕食に参加すると知ると露骨に嫌悪感をあらわにする。
夕食の際、ウィルは高校時代にロスと共に「レイチェルを嫌う会（ヘイト・クラブ）」の会員だったと述べ、ロスは2人でレイチェルが雌雄同体であるという噂を流したことを明かす。レイチェルは激怒し、高校時代にロスを傷つけたことはなかったと主張するが、モニカはロスが50歳の司書と付き合っていたという噂（後にロスはこれが事実であったことを明かす）をレイチェルが流していたことを指摘する。ロスとレイチェルは口論を始めるが、モニカは高校よりも今の方が重要であると言い、赤ん坊ができたことを思い出させ、2人は怒りを収める。

## 製作
当初『エンターテインメント・ウィークリー』はピットがファット・スーツを着て回想シーンで太っていた頃のウィルを演じると報じたが、結局台詞で説明されるのみで画面上で描写されなかった。ピットは観衆の気を散らすことを恐れてセットには行かなかったものの、彼の出演の前後にスタジオで頻繁にアニストンと会った。番組への出演について質問された際、ピットは当時公開予定であった映画『スパイ・ゲーム』のプロモーションであると答えたが、このシリーズが好きであることも付け加えた。エピソードは4日間のリハーサルの後、2011年11月2日に収録された。

## 評価
2004年にシリーズが最終回を迎えると、『セントピーターズバーグ・タイムズ』のエリック・デガンズはピットが『フレンズ』の中でも最低のゲスト出演者の1人であったと評した。彼は「大げさなリアクション、過度に誇張されたコメディ、明白に近い自意識。映画俳優として信頼されたピットはシットコムの舞台で深さの外にいることを知った。5分視聴すると視聴者もそう思う」と書いた。彼の現場での働きは主要な出演者からは賞賛された。シュワイマーはピットを「間違いなく...型破り」と評し、またルブランクは「本当にすごい」と述べた。『USAトゥデイ』ではウィルの台詞「見ろ、彼女イモを持っている。僕の天敵は2つだ、ロス。レイチェル・グリーンとイモの成分の炭水化物」がこのエピソードのベスト要素の1つに挙げられた。
作中で流された噂に関して北米インターセックス協会の会員はNBCに対して抗議文章を送り、エピソードを「無知で、侮辱的で、品位を下げて、アンプロフェッショナルだ」と批判した。会員はネットワーク側に協会のウェブサイトを通じてインターセックスを学び、今後のエピソードの放送前に謝罪文を読むように要求した。

### エミー賞ノミネート
本エピソードへの出演により、ピットはプライムタイム・エミー賞のゲスト男優賞（コメディシリーズ部門）にノミネートされた。またさらにニック・マクリーンが撮影賞（マルチカメラシリーズ部門）、スティーヴン・プライムが編集賞（マルチカメラシリーズ部門）にノミネートされた。